# Michail Botkin

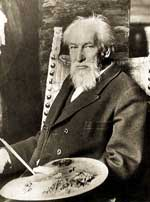
Michail Botkin.

Michail Petrovitj Botkin (ryska: Михаил Петрович Боткин), född den 26 juni 1839, död den 22 januari 1914, var en rysk historiemålare. Han var bror till Vasilij och Sergej Botkin.
Efter utländska studier invaldes Botkin 1863 i ryska Konstakademien för sina båda tavlor Backantinna med tamburin och Gråt vid Babylons älvar. Han var den egentlige arrangören av den ryska konstavdelningen på utställningen i Köpenhamn 1888. Redan 1869 hade han invalts i det tyska arkeologiska institutet i Rom. Såsom hans bästa dukar nämns Begravning hos de första kristna och Söndagsmässa i Assisi. Han författade även en biografi över den ryske målaren Aleksandr Ivanov, av vars skisser han ägde många.